# Liturgusa annulipes
Liturgusa annulipes är en bönsyrseart som beskrevs av Jean Guillaume Audinet Serville 1839. Liturgusa annulipes ingår i släktet Liturgusa och familjen Liturgusidae. Inga underarter finns listade i Catalogue of Life.